# Хафс аль-Куфи
Абу́ ‘Амр Хафс ибн Сулейма́н аль-Куфи́, более известный как Хафс (араб. حفص‎; 709, Багдад — 796), — одна из значимых фигур в искусстве кираата и чтении Корана, основной передатчиков одного из семи канонических методов декламации Корана. Кираат Хафса стал самым популярным методом чтения Корана в большинстве регионов мусульманского мира.

## Биография
Его полное имя: Абу Амр Хафс ибн Сулейман ибн аль-Мугира ибн Абу Дауд аль-Асади аль-Куфи. Хафс был учеником и зятем Асима ибн Абу Наджуда. Родившись в Багдаде, Хафс в конечном итоге переехал в Мекку, где он популяризировал свой метод чтения Корана. В конечном счёте, чтение Асима ибн Абу Наджуда в варианте Хафса (риваят Хафс ан Асим) стало наиболее популярным методом декламации в мусульманском мире. Он был официально принят в качестве стандартного кираата для египетской печати Корана, изданного при Фуаде I в 1923 году. Большинство изданных Коранов сегодня следуют чтению Хафса, за исключением тех, которые издаются в Северной и Западной Африке, где распространено чтение Варша (чтение Нафи в варианте Варша).